# Julio César Maglione

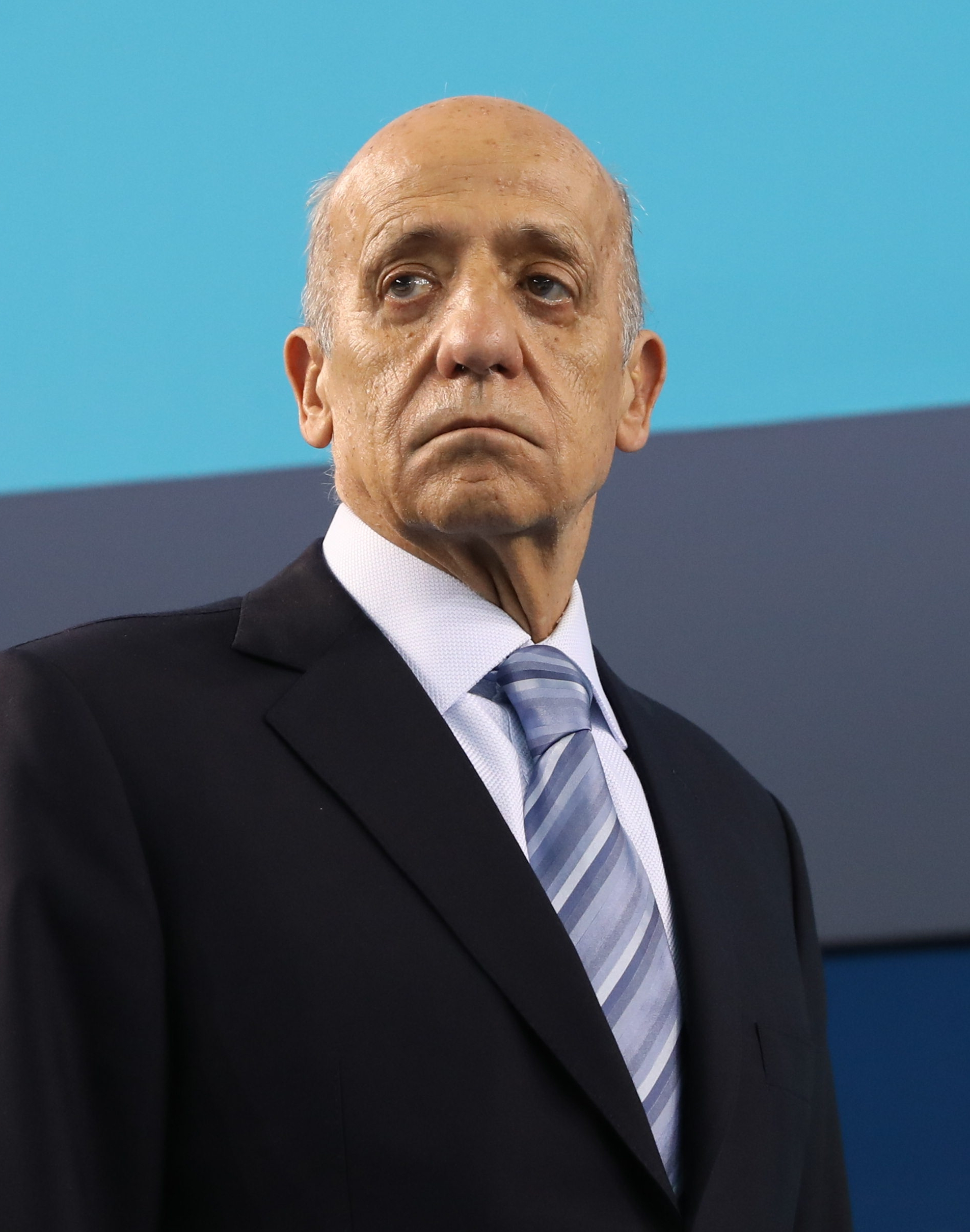
Julio César Maglione (2018)

Julio César Maglione (* 14. November 1935 in Montevideo) ist ein uruguayischer Sportfunktionär und ehemaliger Schwimmsportler. Nach seiner aktiven Sportkarriere war er in zahlreichen Funktionärspositionen tätig. Von 2009 bis 2021 war Maglione Präsident der Fédération Internationale de Natation (FINA).

## Sport und Ausbildung
Maglione war in der Zeit von 1949 bis 1954 Uruguayischer Meister und Rekordhalter in den Disziplinen Schmetterling und Brust über 100 und 200 Meter. International nahm er an einer Universiade, an Lateinamerika-Spielen und etwa an den Panamerikanischen Spielen 1955 in Mexiko teil.
Maglione studierte Zahnmedizin und wurde an der Universidad de la República in der Landeshauptstadt Montevideo promoviert.

## Politik und Funktionärsstationen

### Olympische Komitees
Seit 1987 ist er der Präsident des Comité Olímpico Uruguayo. Innerhalb der Vereinigung der Nationalen Olympischen Komitees (ANOC) stieg er bis 2002 als Repräsentant Amerikas zum Vizepräsidenten auf und blieb bis 2018 in dieser Position.
Von 1996 bis 2015 war Julio Maglione Mitglied des IOC und hatte dort verschiedene Positionen inne. Unter anderem war er an der Koordination der Olympischen Sommerspiele 2004, 2008 und 2016 beteiligt, war außerdem Mitglied der IOC-Kommissionen für Internationale Beziehungen, Olympic Solidarity und Öffentliche Angelegenheiten und soziale Entwicklung durch Sport. Nach seinem Ausscheiden als reguläres Mitglied 2015 ist er seit 2016 Ehrenmitglied des IOC.

### Schwimmsport
Im Jahr 1969 wurde übernahm Maglione den Vorsitz des uruguayischen Schwimmverbandes (FUN) und übte dieses Amt bis 1985 aus.
Von 1976 bis 1978 war Maglione Präsident der Confederación Sudamericana de Natación (CONSANAT), der Vereinigung der südamerikanischen Schwimmverbände, zu deren Ehrenpräsident er 1984 ernannt wurde. Im Anschluss an seinen sortigen Vorsitzposten wurde er 1979 für eine Amtszeit bis 1983 Präsident der gesamtamerikanischen Unión Americana de Natación (UANA, bzw. englisch Amateur Swimming Union of the Americas, ASUA). 1995 wurde er für eine weitere vierjährige Amtszeit gewählt.
Maglione ist seit 1984 Mitglied der Verwaltung des Weltschwimmverbandes. Zwischen 1988 und 1992 war er Vizepräsident der FINA. Danach war er bis 2009 als ehrenamtlicher Schatzmeister der FINA tätig. Zum FINA-Präsidenten wurde er 2009 gewählt sowie 2013 und 2017 für jeweils vier Jahre wiedergewählt. Seine Amtszeit endete 2021.

### Sonstiges
In der zweiten Hälfte der 1980er wie auch der 1990er Jahre saß Maglione der Comisión Nacional de Educación Física vor und war 1991/1992 Unterstaatssekretär für Öffentliche Gesundheit.
1989 übernahm er vorübergehend den Vorsitz der Asociación Uruguaya de Fútbol. 1995–1999 war er Vize-Präsident des Automobilclubs von Uruguay, danach bis 2007 dessen Präsident und seitdem Ehrenpräsident.
Er war von 1998 bis 2002 Präsident des Intergovernmental Committee for Physical Education and Sport, des Weltrats für Sportwissenschaft und Leibes-/Körpererziehung (ICSSPE) der UNESCO und ist seitdem dessen Ehrenpräsident.

## Ehrungen
- 1994: Verdienstmedaille der Vereinigung der Nationalen Olympischen Komitees
- 1998: Ehrenlegion
- 2000: Orden Bernardo O’Higgins
- 2007: Ehrenbürgerschaft Montevideos
- 2012: Aufnahme in die International Swimming Hall of Fame
- 2015: Olympischer Orden[2]